# Phare de Paphos
Le phare de Paphos est un phare actif situé sur la pointe de Paphos dans le District de Paphos (République de Chypre) dans le sud de l'île de Chypre.

## Histoire
Le phare, mis en service en 1888 sous l'administration britannique, se situe à côté d'un ancien amphithéâtre romain du deuxième siècle. L'île de Chypre était, à cette époque, une base militaire protégeant la route maritime vers le canal de Suez.
Il est le phare le mieux connu et le plus visité de Chypre. Il se trouve à l'extrémité sud-ouest de Chypre et sert de phare de débarquement pour le port de Paphos.

## Description
Le phare est une tour circulaire en maçonnerie de 20 m de haut, avec balcon et lanterne. L'enceinte du phare contient aussi la maison de gardien d'un étage. et ses dépendances. La tour est totalement peinte en blanc. Il émet, à une hauteur focale de 36 m un long éclat blanc et rouge, selon direction, toutes les 15 secondes. Sa portée est de 17 milles nautiques (environ 31.5 km) pour le feu blanc et 11 milles nautiques (environ 20 km) pour le feu rouge.
Identifiant : ARLHS : CYP005 - Amirauté : N5908 - NGA : 20836 .

## Caractéristiques dufeu maritime
Fréquence : 15 secondes (W)
- Lumière : 1.5 seconde
- Obscurité : 13.5 secondes

|                                   |
| Le phare et l'amphithéâtre romain |

|                             |
| Le phare et ses dépendances |

### Lien connexe
- Liste des phares de Chypre